# Companhia Aeronáutica Tachikawa
A Companhia Aeronáutica Tachikawa (立川飛行機株式会社, Tachikawa Hikōki Kabushiki Kaisha) foi uma indústria aeronáutica estabelecida no Império do Japão, especializada primariamente em aeronaves para o Serviço Aéreo do Exército Imperial Japonês. Sua sede era em Tachikawa.

## História

### Tachikawa
Em Novembro de 1924, o estaleiro Ishikawajima (a futura IHI Corporation) estabeleceu uma companhia subsidiária, a Companhia Aeronáutica Ishikawajima (石川島飛行機製作所, Ishikawajima Hikōki Seisakushō). A primeira aeronave da empresa foi uma aeronave de treinamento chamada de Libélula vermelha.
Em 1936, o Exército imperial japonês adquiriu uma parte da companhia, renomeando-a para Companhia Aeronáutica Tachikawa. A companhia fabricou vários tipos de aeronaves, sendo a maior parte aviões de treinamento e caças para o Exército imperial japonês. Alguns de seus próprios projetos foram colocados em produção, tal como o Ki-9 e o Ki-36. Outras aeronaves e protótipos também foram construídos, mas não chegaram a entrar em produção, como o Ki-77.
Em 1940, a companhia recebeu os direitos de produção do Lockheed Model 14 Super Electra, produzindo a versão de transporte Army Type LO. A Tachikawa também produziu aeronaves projetadas por outros fabricantes japoneses, incluindo o famoso caça Mitsubishi A6M Zero.
Assim como todos os fabricantes japoneses, a produção de todos os modelos foi encerrada após a Rendição do Japão aos Aliados da Segunda Guerra Mundial em Agosto de 1945. As facilidades da Tachikawa foram severamente destruídas por bombardeios durante a guerra, e a maior parte de sua propriedade, incluindo seu aeródromo, destruídos pelos militares norte-americanos, tornando-se parte do então Aeródromo de Tachikawa. Muitos de seus engenheiros foram trabalhar para a Nissan e para a Toyota, ajudando a desenvolver as tecnologias da Indústria automotiva no Japão. A Prince Motor Company (adquirida pela Nissan) era uma sucessora direta da Companhia Aeronáutica Tachikawa.

### Nova Companhia Aeronáutica Tachikawa
Durante a Ocupação do Japão após o fim da Segunda Guerra Mundial, toda a indústria aeroespacial japonesa foi desmontada, os projetos destruídos e as fábricas convertidas para outros usos. Após o fim do banimento de produção de aeronaves, em Novembro de 1949, a Tachikawa Aircraft foi reconstituída como Nova Companhia Aeronáutica Tachikawa (新立川飛行機株式会社, Shin Tachikawa Kōkūki Kabushiki Kaisha).
A Shin Tachikawa construiu protótipos de aeronaves de treinamento, o R-52 e o R-53 no início da década de 1950. O R-52 foi a primeira aeronave construída completamente no Japão após a guerra. Entretanto, a aeronave não foi bem sucedida e a companhia teve de sobreviver ao produzir componentes de precisão para aeronaves, e outros produtos para indústrias diversas. Em 1955, o nome foi alterado para Tachihi Kigyō (立飛企業株式会社, Tachihi K.K.), afim de enfatizar sua falta de envolvimento com a indústria aeronáutica. Desde 1976, após o retorno de uma grande quantidade de terra ocupada pela Força Aérea dos Estados Unidos desde o fim da Segunda Guerra Mundial, a empresa se virou para a Incorporação imobiliária, produtos eletrônicos e produção de peças automotivas.

## Aeronaves

### Tachikawa
- Ki-9 - Treinador militar
- Ki-17 - Treinador militar

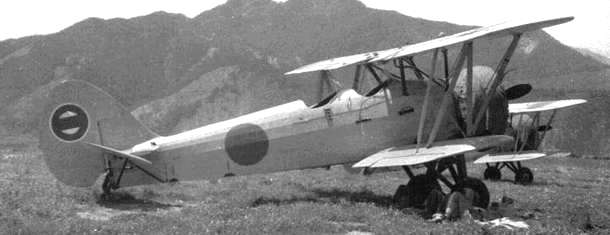
Tachikawa Ki-9

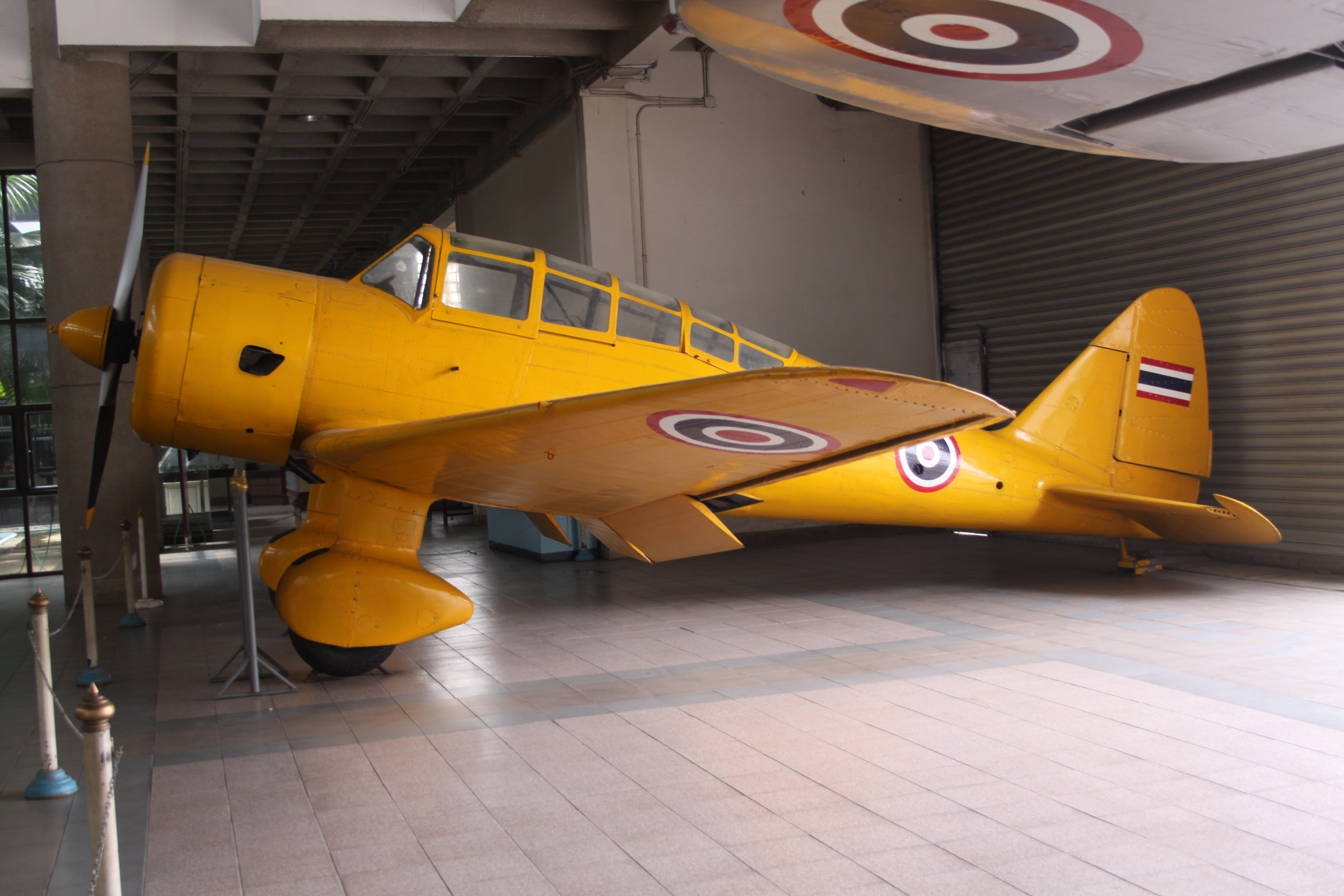
Tachikawa Ki-55

- Ki-36 - Aeronave de cooperação com o exército
- Ki-54 - Treinador bimotor militar avançado
- Ki-55 - Treinador militar
- Ki-70 - Aeronave de reconhecimento fotográfico de alta velocidade
- Ki-74 - Bombardeiro de alta altitude
- Ki-77 - Aeronave de pesquisa de longo alcance
- Ki-92 - Aeronave de transporte
- Ki-94 - Caça interceptador de alta altitude
- T.S. 1 - Treinador leve

### Shin Tachikawa
- R-52 - Aeronave para treinamento civil
- R-53 - Aeronave para treinamento civil
- R-MH-310 - Aeronave para treinamento civil